# 爸爸對不起
《爸爸對不起》（韓語：아버지가 미안하다），是韓國TV朝鮮於2012年1月23日播映的新春特別企畫。

## 演員陣容
- 金永哲 飾演 爸　爸龍萬
- 楊姬瓊 飾演 媽　媽順珠
- 李珉宇 飾演 大兒子東植
- 朴詩恩 飾演 大媳婦惠利
- 申恩廷 飾演 大女兒熙淑
- 尹多勳 飾演 大女婿榮勳
- 鄭　俊 飾演 小兒子東修
- 李令恩 飾演 小媳婦卿愛
- 許英蘭 飾演 小女兒熙慶
- 姜景晙 飾演 韓日

## 收視率
| 集數       | 播出日期   | AGB 收視率(全國) |
| ---------- | ---------- | ---------------- |
| 第1回      | 2012/1/23  | 1.364%           |
| 第2回      | 2012/1/23  | 1.662%           |
| 第3回      | 2012/1/23  | 1.440%           |
| 平均收視率 | 平均收視率 | 1.488%           |

## 腳註
1. ↑  .   [2013-02-28]. （原始内容存档于2013-12-26）.

## 外部連結
- 韓國TV朝鮮官方網站